# Dieter Neuendorf
Dieter Neuendorf (* 7. Juli 1940 in Ruhla; † 21. Mai 2021) war ein deutscher Skispringer, der für die DDR startete.

## Werdegang
Neuendorf startete sowohl bei den Olympischen Winterspielen 1964 von Innsbruck als auch 1968 in Grenoble auf der Normal- und Großschanze. Im Spezialspringen wurde er Fünfter und Siebter, auf der großen Schanze belegte er Platz acht und fünfzehn. Bei den Nordischen Skiweltmeisterschaften 1966 wurde er mit Sprüngen auf 79,5 und 77,5 Metern Vizeweltmeister auf der Normalschanze. Von der Großschanze landete er nach Sprüngen auf 75 und 81 Meter nur auf Rang 18. Außerdem gewann er drei Einzelspringen bei der Vierschanzentournee und belegte 1965/66 den zweiten und in den beiden Folgejahren jeweils den dritten Gesamtrang. 1965 in Johanngeorgenstadt wurde er DDR-Meister auf der Normalschanze vor Peter Lesser und auf der Großschanze vor Dieter Scharf und Alfred Brettschneider. Den Doppelerfolg wiederholte 1966. Am 27. März 1966 wurde er beim Skifliegen in Planica (Jugoslawien) Dritter. Seine letzte DDR-Meisterschaft gewann er 1967 auf der Normalschanze.
Im Jahr 1971 beendete er seine Laufbahn. Er war der erfolgreichste Ruhlaer Sportler des 20. Jahrhunderts. Unmittelbar nach seiner sportlichen Karriere wurde er Trainer der DDR-Nationalmannschaft. Für diese Tätigkeit erhielt er 1976 den Orden Banner der Arbeit. Neuendorf starb im Mai 2021 im Alter von 80 Jahren.

## Erfolge

### Vierschanzentournee-Platzierungen
| Saison  | Platz | Punkte |
| ------- | ----- | ------ |
| 1965/66 | 02.   | 866,5  |
| 1966/67 | 03.   | 846,5  |
| 1967/68 | 03.   | 848,4  |